# Эскадренные миноносцы типа «Коджатепе»
Эскадренные миноносцы типа «Коджатепе» (англ. Kocatepe) — два эсминца ВМС Турции построенные в Италии в начале 1930-х годов. Корабли создавались на основе проекта «Фольгоре».

## Конструкция

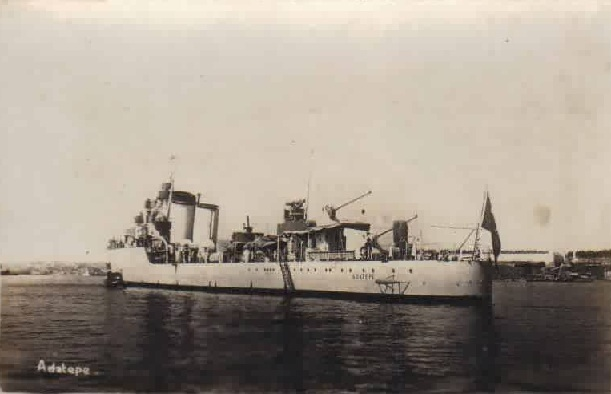
Адатепе

Турецкие эсминцы имели двухтрубный силуэт и отличались от итальянского прототипа расположением орудий — по линейно-возвышенной схеме, как на британских и французских эсминцах. Это потребовало удлинения корпуса, ширина которого при этом была уменьшена для обеспечения высоких скоростных качеств кораблей.

### Корпус
Более узкий корпус при высоко расположенном вооружении сделал остойчивость турецких кораблей ещё более посредственной чем у эсминцев типа «Фольгоре».

### Силовая установка
Силовая установка состояла из двух турбозубчатых агрегатов «Parsons» и трёх паровых котлов «Thornycroft». На испытаниях эсминцы развили скорость до 41 узла при мощности 52 000 л. с.

### Вооружение
Артиллерийское вооружение состояло из четырёх 120-мм/50 орудий (4 × 1) и трёх (3 × 1) 40-мм/40 автоматов «пом-пом», два из которых размещались на полубаке и один — на площадке между торпедными аппаратами. Калибр торпед — 533 мм был новым для кораблей турецкого флота. Около 1942 года на корабли установили два (2 × 1) 20-мм/70 зенитных автомата.
С 1947 года, до исключения из состава флота, эсминцы использовались в качестве учебных кораблей.

## Корабли
| Эсминец                    | Верфь | Спущен на воду | Начало службы | Конец службы       |
| -------------------------- | ----- | -------------- | ------------- | ------------------ |
| Коджатепе (англ. Kocatepe) | An    | 7.2.1931       | 18.10.1931    | исключен 27.2.1954 |
| Адатепе (англ. Adatepe)    | An    | 19.3.1931      | 18.10.1931    | исключен 27.2.1954 |